# Německá doga
Německá doga je německé národní psí plemeno. Dožívá se průměrně 7–10 let[zdroj?], a i když se dříve řadila mezi pracovní plemena, dnes se chová spíše jako společník. Díky své velikosti ale určitě zastane i funkci hlídače domova alespoň vzhledem, ale nemá na to vhodnou povahu. Doga je spíše rodinný typ. Plemeno vzniklo pravděpodobně křížením mastifa a chrtů. Dříve byla doga chována za účelem lovení zvěře a také jako válečný pes. Někteří panovníci ji měli po svém boku aby ukázali svoji velikost 

## Historie
Původní předkové dog a všech dogovitých psů přešli do dějin pod souhrnným označením tibetské dogy. Tibetská doga připomíná svým zjevem černého tibetského vlka, od něhož se odvozuje. Vyznačuje se mohutnou stavbou těla, bohatým osrstěním, širokou hlavou a velkýma svislýma ušima. Používalo se jí a snad se ještě používá jako karavanních soumarů, k hlídání dobytka, obydlí a k lovu turů, jaků a jiných velkých zvířat.

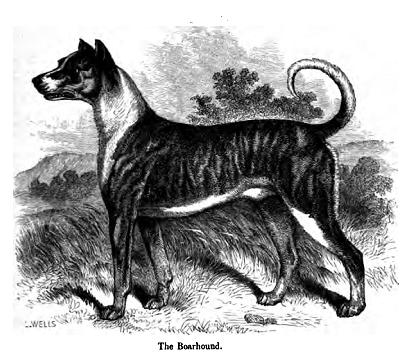
Podoba dogy zachycená roku 1859

Základní typické tělesné a povahové vlastnosti byly dědičně a ve zušlechtěné tvářnosti se uchovaly až do dnešní doby. Nejstarší písemná zpráva o tibetské doze pochází z roku 1121 před naším letopočtem. V kronice se uvádí, že kmen Liu, sídlící v horách na západ od Číny, poslal čínskému císaři Wouwangovi darem tibetskou dogu jménem Ngae. Byl to pes vycvičený k pronásledování a zabíjení lidí – uprchlíků .
Tibetská doga se postupem času dostávala k dalším sousedním národům. Paprskovitě se šířila do všech stran. Používalo se jí k lovu velkých zvířat a pro válečné účely. Změnou prostředí i využití, a křížením s místními druhy psů se její vzhled měnil, ale základní typické znaky zůstávaly. Jak se dostávala do rukou dalších národů, měnilo se i její označení. Prapředek plemene přišel do Evropy se sarmantským kmenem Alanů, který žil na území dnešního Ruska v Asii. Plemeno se tedy odvozuje od alaunta, který byl znám již ve 13. století. V 16. a 17. století se doze podobní psi těšili velké oblibě na německých knížecích dvorech, kde se využívali nejen při štvanicích na vysokou, ale rovněž jako hlídači a společníci.[zdroj⁠?!]
Předchůdci německé dogy byly staří „býkohryzové“ a „štváči“, nešlo čistě o jednotné plemeno, ale především o upotřebitelnost psů. Postupem času docházelo ke křížení s jinými plemeny psů, zvláště pak chrty, kteří přispěli k celkovému zlehčení a zušlechtění typu. V 19. století už nebyl chov velkých psů pouze výsadou šlechty a doga se tak šířila i mezi neprivilegované vrstvy. Její síly využívali k tahu například řezníci. Chov dog byl také zálibou známého říšského kancléře Otty von Bismarcka.[zdroj⁠?!] Doga se v té době vyskytovala v několika barevných rázech, lišících se územním rozšířením a názvem.
Ke sjednocení barevných variet pod jednotným názvem německá doga došlo roku 1880 na schůzi rozhodčích v Berlíně, kde byly zároveň definovány hlavní znaky plemene. Na této výstavě byl tedy v Berlíně ustanoven první standard německé dogy (někdy se uvádí rok 1878). Tento standard měl výrazné odchylky od dnešního, hlava byla jen mírně dlouhá s výraznými lícemi, vysloveně dlouhý formát, paleta barev byla výraznější u žíhaných mohla být základní barvou i šedá, šedý tygr a obě modré oči byly zvlášť upřednostňovány. Roku 1888 byl založen „Deutsche Doggenclub“, jako první kynologický klub v Německu.

## Vzhled
Doga patří mezi největší psí plemena (výška v kohoutku je u psů ideálně 90 cm, u fen 80 cm), stavbou těla tvoří kompromis mezi lehkostí chrtů a mohutností ostatních dogovitých plemen. Díky trendům v chovu tohoto plemene kohoutková výška nejvyšších jedinců plemene přesáhla výšku irského vlkodava a německá doga se tak stala pravděpodobně nejvyšším plemenem psa vůbec. Formát těla je spíše kvadratický. Hlava je úzká, protáhlá, se středně velkýma očima co nejtmavší barvy (u modrých a skvrnitých dog je přípustné světlé oko), zavěšenýma ušima a převislými pysky. Má poměrně dlouhý a elegantní krk, na kterém podle standardu nesmí být volná kůže, měl by být dlouhý, suchý, svalnatý. Hrudník německé dogy má tvar V, měl by být hluboký a musí mít dobře klenutá žebra. Přední nohy zaujímají rovný postoj, zadní nohy jsou silné, dobře zaúhlené a při pohledu zezadu rovnoběžné s předními. Ocas je dlouhý a postupně se zužuje, měl by dosahovat až k hleznu. Srst je krátká, hustá a hladce přiléhající. Krok dogy je harmonický, pružný, prostorný, lehce pérovaný, končetiny se musí při pohledu zezadu pohybovat paralelně. Německá doga je chována v pěti barvách: žlutá, žíhaná, modrá, černá, skvrnitá, které spojujeme do tří barevných rázů (černá-skvrnitá, žlutá-žíhaná a modrá-černá do modrých).

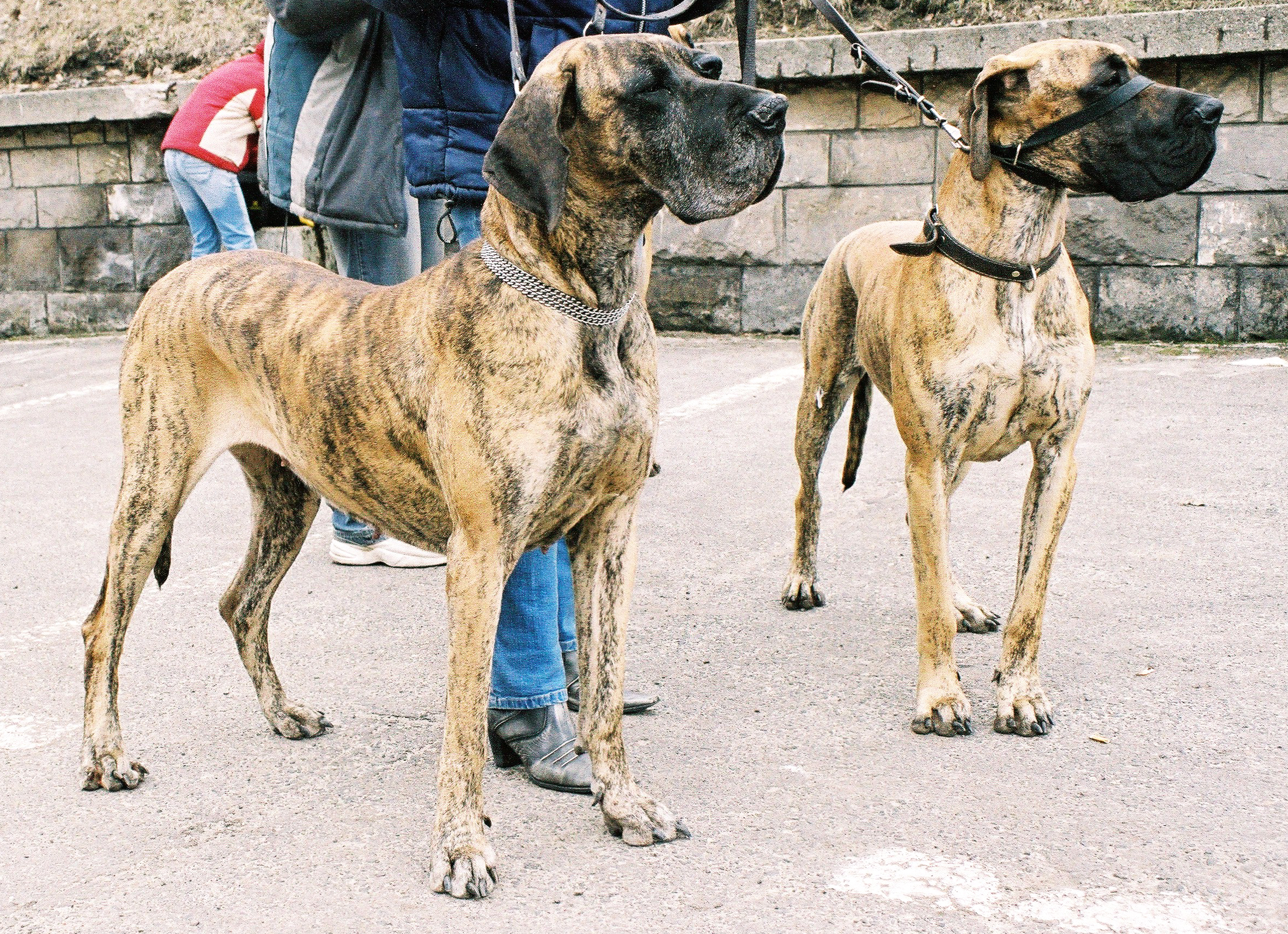
Dvojice dog žíhaného zbarvení

Černá je jednobarevné zbarvení, může se vyskytovat i se strakatostí (bílé znaky) – jestliže má doga bílý límec, hruď, sternum, končetiny, břicho a konec ocasu, hovoří se o omezené strakatosti, která se nazývá černá plášťová. Pokud bílá barva zasahuje celou hlavu a trup, zůstávají pouze černé uši, několik skvrn na hřbetu a zádi, případně na bocích, hovoří se o intenzivní strakatosti. Nos je černý. Takový jedinec se označuje jako černý plátový nebo také boston. Velmi invazivní strakatost je stav, kdy kromě uší, základu ocasu a beder je celý jedinec bílý, vždy s černým nosem. Tito jedinci nejsou vyhledáváni a je otázkou jejich zařazování do reprodukce. Skvrnitá německá doga neboli harlekýn je geneticky jedinec bílý černě strakatý. Harlekýn má skvrny černé barvy s rozeklanou, členitou konturou, které se jeví jako náhodně postříkané na bílý základ těla zvířete.
Díky zbarvení harlekýnů (jejichž gen M odpovídající za toto zbarvení není fixovaný) se setkáváme ve vrzích harlekýnů s přítomností tzv. falešných (nestandardních barev) šedých tygrů, porcelánových tygrů atd. Žlutá německá doga má jednobarevné zbarvení srsti, žádoucí je černá maska. Žíhaná německá doga má vícebarevné zbarvení srsti. Toto zbarvení srsti je charakteristické přítomností na světlém základu příčných tmavých pruhů, které se nazývá žíháním. Pruhy jsou černé, černá barva je více či méně intenzivní a jsou více či méně bohaté.
Modrá německá doga je zbarvením jednobarevná. Černý pigment je působením genů diluce „rozpuštěn“ do modré barvy. Jedná se o zbarvení břidlicově šedé, více či méně tmavé. Rozředění černé barvy postihuje pochopitelně i nos psa, který musí být břidlicově šedý. Ve velmi omezeném rozsahu jsou povoleny u žlutých a žíhaných a modrých bílé znaky na hrudi a prstech.

## Povaha

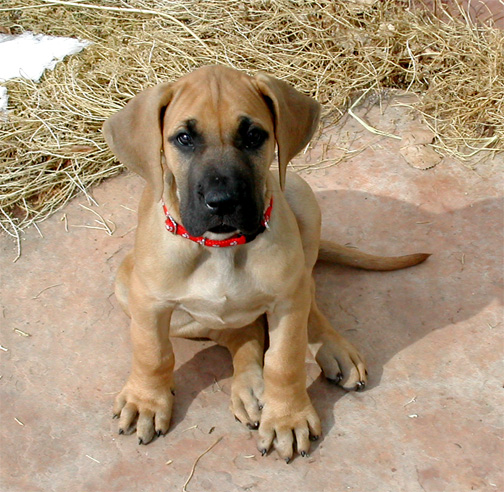
Štěně německé dogy v devíti týdnech

Německá doga je přátelská, milá a svému majiteli velmi příchylná, obzvláště k dětem; vůči cizím zdrženlivá. Žádoucí je sebevědomý, neohrožený, lehce ovladatelný, učenlivý společenský a rodinný pes s vysokým prahem vzrušivosti, bez projevů agresivního chování.[zdroj⁠?!] Plemeno je velmi přítulné, oddané svému pánovi a je to poměrně dobrý hlídač.
K cizím lidem se chová spíše rezervovaně, ale nikdy ne agresivně. Je to pes, který se hodí do města, které je výborným socializačním prvkem, ale i na domek se zahrádkou. Srst dogy nevyžaduje náročnou péči. I přes svou velikost umí být velice skladná a pokud je jí dopřáno adekvátní množství pohybu a pozornosti, bude se cítit spokojeně se svým pánem i v malém bytě. Může žít i celoročně venku, ale vzhledem ke krátké srsti je potřeba vybavit ji dostatečnou a zateplenou boudou.

## Možná záměna
Není pravděpodobná. Žádný jiný hladkosrstý pes podobné výšky snad neexistuje.

## Zdraví
Vzhledem ke svému obřímu vzrůstu se německá doga v průměru dožívá o několik let méně než drobnější psí plemena. Německé dogy starší devíti let jsou spíše výjimkou. Některá onemocnění se u zástupců tohoto plemene vyskytují častěji než ostatní. Zvýšenou pozornost je po celý život psa nutné věnovat správnému režimu krmení, aby bylo minimalizováno riziko výskytu nebezpečné torze žaludku. Podstatné je rovněž vhodné dávkování adekvátního krmiva zejména v období růstu, neboť nesprávné množství a nevyvážené složení výživy má významný vliv na rozvoj onemocnění kosterního aparátu jako je dysplazie kyčelního a loketního kloubu, může vést též k deformaci končetin. Kosterní a kloubní aparát bývá všeobecně problematickou oblastí tohoto plemene. Zaznamenán byl zvýšený výskyt osteochondrózy, panostitidy a artrózy. Německé dogy jsou ohroženy též srdečními chorobami, rakovinou, vyskytovat se mohou i oční abnormality. Zranitelnou tělesnou partií je úzký konec ocasu psa.